# Canthigaster ocellicincta
Canthigaster ocellicincta är en fiskart som beskrevs av Allen och Randall 1977. Canthigaster ocellicincta ingår i släktet Canthigaster och familjen blåsfiskar. Inga underarter finns listade.